# Companyia Fabril de Carbons Elèctrics
La Companyia Fabril de Carbons Elèctrics és una obra del municipi de Castellgalí (Bages) inclosa en l'Inventari del Patrimoni Arquitectònic de Catalunya.

## Descripció
El conjunt arquitectònic de la Companyia Fabril de Carbons Elèctrics es caracteritza per les vuit xemeneies de gran alçada que acompanyen les naus de producció. Actualment es conserva el complex, però s'ha segregat la titularitat entre diferents propietaris, que han destinat les naus usos industrials de tota classe, fet que li ha donat un caràcter de parc industrial plenament polivalent.

## Història
La "Fàbrica de Carburos Eléctricos" va ser fundada l'any 1898 per Climent Asols i Bovet. Fou la primera empresa de l'Estat dedicada a la producció d'elèctrodes de carbó per a l'enllumenat públic d'electricitat.
Destacà des dels seus inicis per una marcada activitat exportadora, en subministrar barretes de carbó per a la il·luminació de fanals de ciutats com París, Berlín, Nova York, Boston, Xicago o Sidney.
La seva producció experimentà un gran impuls arran de la posició espanyola de neutralitat durant la Primera Guerra Mundial, i fou essencial per a l'enllumenat de l'Exposició Universal de 1929.
La Companyia Fabril de Carbons Elèctrics va ser una de les fàbriques més modernes del país pel que fa a la seva avançada tecnologia: la seva maquinària era construïda a Berlín.
Amb l'aparició de les làmpades de vapor de mercuri o sodi d'altra pressió, la producció anà minvant fins a arribar al desmantellament el 1992.